# Dalechampia brownsbergensis
Dalechampia brownsbergensis är en törelväxtart som beskrevs av Grady Linder Webster och Armbr.. Dalechampia brownsbergensis ingår i släktet Dalechampia och familjen törelväxter. Inga underarter finns listade i Catalogue of Life.